# Jiangxi
Jiangxi (kin. 江西, ; transliteracija: Đangsi) je kineska pokrajina na jugoistoku Kine. Jianxi zauzima površinu od 166.900 km², gdje je 2004. god. živjelo 42.840.000 stanovnika. Glavni grad je Nanchang.
Naziv Jiangxi potječe od okruga Jiangnanxidao (江南西道) koji je dinastija Tang osnovala 733. god., a znači „zapadni Jiangnan”, s tim da je Jiangnan naziv za područje južno od rijeke Jangce. Alternativni naziv pokrajine je Ganpotaiti (贛鄱太地), što doslovno znači „Velika zemlja rijeka Gan i Po”.

## Zemljopis
Na sjeveru pokrajina Jiangxi izlazi na rijeku Jangce gdje graniči s kineskim pokrajinama Hubei i Anhui, dok na istoku graniči s pokrajinama Zhejiang i Fujian, a na jugu s pokrajinom Guangdong i zapadu s Hunanom. Najvažnija rijeka je Gan, a jezero Poyang Hu je najveće kinesko jezero. Njegova površina varira između 3.600 i 4.700 km², ovisno od vodostaja.
Jiangxi je bogata mineralnim resursima, kao što su: bakar, volfram, zlato, srebro, uran, torij, tantal, niobij. 

### Klima
Po Köppenovoj klasifikaciji klime pokrajina Jiangxi ima vlažnu suptropsku klimu s vrućim vlažnim ljetima i relativno toplim zimama.

## Povijest
U najranijoj povijesti Kine narod Min-Yue iz Zhejianga i Fujiana naselio se u Jianxiju. Tijekom Razdoblja proljeća i jeseni (722. pr. Kr. - 481. pr. Kr.) Jiangxi je većinom bio dio kraljevstva Wu, dok je jug pripadao kraljevstvu Yue. God. 333. pr. Kr. Yue je uništilo kraljevstvo Chu, koje je opet 221. osvojila dinastija Qin, koja je ujedinila Kinu u Kinesko Carstvo. Tada je organizirani brojni distrikti i stožeri kako bi se osigurali putovi prema jugu koji su prolazili kroz Jiangxi. Sljedeća dinastija Han je razvila Nanchang u veliko upravno središte. Tada su se sa sjevera počeli doseljavati Han Kinezi, najprije u Hunan i dolinu jezera Poyang Hu. 
Tijekom dinastije Tang, Jiangxi je bio dio pokrajine Jiangnan (doslovno „Južno od rijeke Jangce”), koja je 733. god. podijeljena na istočni i zapadni dio, Jiangnanxi („zapadno ispod rijeke”), odakle potječe njezin današnji naziv. No, tek je za dinastije Ming pokrajina dosegla današnje granice. U 13. stoljeću se Han Kinezi doseljavaju i na jug Jiangxija, u isto vrijeme kada cijela pokrajina dolazi pod utjecaj trgovačkih središta na sjeveru, Hangzhoua i Nanjinga, koji iskorištavaju rudnike Jiangxija.  
Tijekom Taipinškog ustanka, Nancheng je bio prvi veliki grad koji su osvojili ustanici, a kada je carska vojska potisnula ustanike, istok i jug Jiangxija su bila posljednja područja koja su se predala. U isto vrijeme Opijumski ratovi su primorali Carstvo da otvori luku Jiujiang stranim trgovcima.
Nakon pada dinastije Qing 1911. god., Jiangxi je kratkotrajno bio samostalan, da bi 1920-ih pao pod utjecaj ratnih zapovjednika iz Hebeija. Jiangxi je podupirao Kuomintang tijekom Kineskog građanskog rata, ali je bio i mjesto komunističkog Nancheng ustanka, koji je bio reakcija na Šangajski masakr 1927. god. Ovaj ustanak je bio značajan obrt u vojnoj strategiji komunista, jer su nakon samo nekoliko dana vođe Zhou Enlai i Zhu De shvatili da neće uspjeti osvajanjem velikih gradova, nego gerilskim ratom. Jedan broj vojnika je ostao u planinama Jinggangshana, na zapadu pokrajine, gdje su se spojili sa snagama pod vodstvom Mao Ce-tunga. Odatle su se suprotstavljali Kuomintangu, te naposljetku u studenom 1929. god. proglasili Sovjetsku republiku Kinu sa sjedištem u Ruijinu (瑞金), na jugu pokrajine. Od tada se ovaj grad naziva „Stara crvena prijestolnica” (红色故都). Nakon opsade Kuomintanga 1934. god., odavde je započeo slavni Dugi marš Komunističke stranke Kine. NR Kina je ponovno uspostavila svoju vlast u ovoj pokrajini tek 1949. god.

## Zamenitosti
„Planina tigrova zmaja” (龙虎山, Lónghŭ Shān) u blizini grada Yingtana je slavna kao rodno mjesto taoizma, te se na njenim obroncima nalaze brojni hramovi, špiljski hramovi i sela. Pored toga, upisana je na UNESCO-ov popis mjesta svjetske baštine u Aziji kao jedan od jedinstvenih danxia reljefa Kine.
UNESCO-ova svjetska baština je i slikoviti Nacionalni park Lushan, u blizini lučkog grada Jiujianga, još od 1996. god. U njegovoj blizini se nalaze i dva važna budistička hrama, Donglin iz 386. god. i Tiefo (铁佛寺, „Hram čeličnog Bude”). 
No, najpoznatija svjetska baština i najveća turistička atrakcija, ali i važno sklonište za mnoge životinje i biljke kontinentalne Kine je jedna od svetih planina Kine, Sanqing Shan (黃山, Sānqīng Shān, što znači „Trodjelna planina”). Planina je dobila ime prema trojstvu najviših božanstava u taoističkom panteonu, „Tri čistoće” (三清, Sānqīng) ili „Tri božanska učitelja”. Te tri planine su: Yujing, Yushui i Yuhua, od kojih je Yujing, s 1.817 m visokim vrhom Huyaiyu, najviša. Sanqing Shan je dom za 1.000 biljnih vrsta, i oko 800 vrsta životinja. No, najveća znamenitost ove planine su fantastično oblikovani granitni stupci (njih 89) i vrhovi (48), od kojih mnogi imaju ljudske ili životinjske obrise. Slikovitošću krajolika pridonosi i jedinstvena mikroklima, zbog koje ovi granitni vrhovi i stupci, s jedinstvenom vegetacijom, su većinom godine uronjeni u more oblaka sjajne bjeline. 

## Upravna podjela
Jiangxi je podijeljen na 11 gradskih prefektura:
| Zemljovid              | #          | Naziv                | Upravno sjedište        | Kinesko pismo Pinyin | Stanovništvo (2010.) |
| ---------------------- | ---------- | -------------------- | ----------------------- | -------------------- | -------------------- |
|                        |            |                      |                         |                      |                      |
| — Gradske prefekture — |            |                      |                         |                      |                      |
| 1.                     | Nanchang   | Donghu (distrikt)    | 南昌市 Nánchāng Shì     | 5.042.565            |                      |
| 2.                     | Fuzhou     | Linchuan (distrikt)  | 抚州市 Fǔzhōu Shì       | 3.912.312            |                      |
| 3.                     | Ganzhou    | Zhanggong (distrikt) | 赣州市 Gànzhōu Shì      | 8.368.440            |                      |
| 4.                     | Ji'an      | Jizhou (distrikt)    | 吉安市 Jí'ān Shì        | 4.810.340            |                      |
| 5.                     | Jingdezhen | Zhushan (distrikt)   | 景德镇市 Jǐngdézhèn Shì | 1.587.477            |                      |
| 6.                     | Jiujiang   | Xunyang (distrikt)   | 九江市 Jiǔjiāng Shì     | 4.728.763            |                      |
| 7.                     | Pingxiang  | Anyuan (distrikt)    | 萍乡市 Píngxiāng Shì    | 1.854.510            |                      |
| 8.                     | Shangrao   | Xinzhou (distrikt)   | 上饶市 Shàngráo Shì     | 6.579.714            |                      |
| 9.                     | Xinyu      | Yushui (distrikt)    | 新余市 Xīnyú Shì        | 1.138.873            |                      |
| 10.                    | Yichun     | Yuanzhou (distrikt)  | 宜春市 Yíchūn Shì       | 5.419.575            |                      |
| 11.                    | Yingtan    | Yuehu (distrikt)     | 鹰潭市 Yīngtán Shì      | 1.124.906            |                      |

Prefekture su podijeljene na 99 okružnih jedinica, i to 19 distrikta, 10 gradskih okruga i 70 okruga. Oni su nadalje podijeljeni na 1.548 općina (770 gradova, 651 naselja, 7 etničkih naselja i 120 poddistrikta.

## Gospodarstvo
Jianxi je jedna od siromašnijih kineskih pokrajina koja je još i danas pretežno poljoprivredna zemlja, s razvijenim rudarstvom (volfram, bakar). Riža je dominantna poljoprivredna kultura, a uzgajaju se i pamuk i uljana repica. Jiangxi je vodeći proizvođač kumkvata u Kini, osobito područje Suichuana.
Jiangxi je prilično slabo razvijena pokrajina u usporedbi sa susjednim pokrajinama. Nalazi se u blizini nekih od najbogatijih pokrajina Kine (Guangdong, Zhejiang i Fujian), koje ponekad crpe radnu snagu i kapital provincije Jiangxi.
BDP je 2011. god. iznosio 183,8 milijardi dolara, što je iznosilo 2.525 dolara po glavi stanovnika.

## Stanovništvo
Jiangxi ima oko 39,66 milijuna stanovnika. Od toga je 99,73% Han Kineza, uglavnom Gan i Hakka. U Ganzhou, žive brojni pripadnici skupine Hakka. Etničke manjine su: Huej i Žuana.
Jiangxi i Henan imaju najveći nesrazmjer između dječaka i djevojčica u Kini, a vjerojatno i u svijetu. Na 140 dječaka ima 100 djevojčica u dobi od 1. do 4. godine, zbog kineske politike jednog djeteta i puno pobačaja. Budući, da vlada dopušta samo jedno dijete, većina želi, da to bude muško dijete.

## Vanjske poveznice
- Službene stranice pokrajine Jiangxi  Arhivirana inačica izvorne stranice od 27. listopada 2009. (Wayback Machine) (kin.)
- Jiangxi na portalu Encyclopædia Britannica (engl.)